# Operatie Seeräuber
Operatie Seeräuber (Duits: Unternehmen Seeräuber) was een serie antipartizanenacties op het eiland Brač in Kroatië.

## Geschiedenis
In het najaar van 1943 voerde de Ustašabeweging een reeks acties uit op Brač, dat voor de Dalmatische kust is gelegen. Ze hadden de opdracht gekregen het eiland te zuiveren van partizanen. De partizanen hielden het eiland, na een hevige strijd met de Ustašatroepen, in handen.